# Kingsbridge (El Bronx)
Kingsbridge es un vecindario residencial en la parte noroeste del Bronx, en la ciudad de Nueva York. Los límites de Kingsbridge son Manhattan College Parkway al norte, Major Deegan Expressway o Bailey Avenue al este, West 230th Street al sur e Irwin Avenue al oeste.
El vecindario es parte de Bronx Community Board 8 y su código postal es 10463. Kingsbridge está patrullada por el distrito 50 del Departamento de Policía de la ciudad de Nueva York.

## Geografía
Kingsbridge comprende tres vecindarios distintos: Kingsbridge propiamente dicho, Kingsbridge Heights y Van Cortlandt Village. Kingsbridge propiamente dicho está delimitado por Manhattan College Parkway al norte, Major Deegan Expressway o Bailey Avenue al oriente, West 230th Street al sur e Irwin Avenue al occidente.

## Uso de la tierra y terreno
Kingsbridge tiene casas unifamiliares, adosadas y adosadas, y edificios de apartamentos. Las calles que conectan Riverdale y Kingsbridge incluyen "calles escalonadas", con escaleras de hasta 160 escalones que suben la pendiente. El vecindario también es parte de un distrito de mejora de negocio que alberga a 200 comerciantes y es uno de los distritos comerciales minoristas más grandes del Bronx. El centro comercial River Plaza está cerca (en Marble Hill, Manhattan), pero no forma parte del distrito de mejora de negocio. Durante los últimos años ha habido mejoras significativas en la infraestructura de la comunidad. Por ejemplo, los parques se han mejorado significativamente y hay nuevas escuelas primarias en la calle 230.
En 233rd y Bailey Avenue, hay un campo de béisbol administrado por Kingsbridge Little League. El campo tiene luces, refugios, puestos y un pequeño patio de comidas.

## Historia

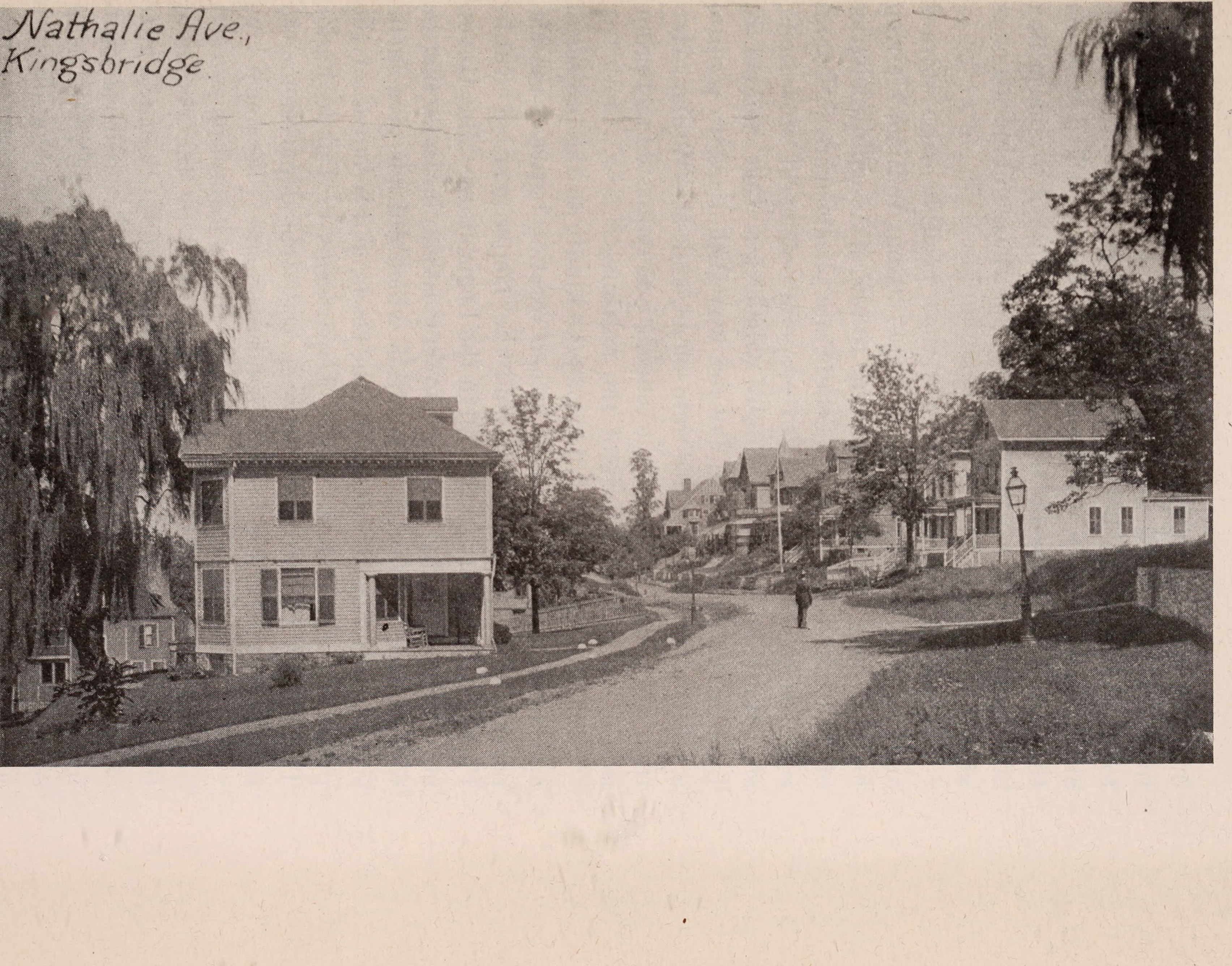
Nathalie Avenue en la década de 1890, ahora llamada Kingsbridge Terrace

El barrio lleva el nombre de King's Bridge, probablemente erigido por africanos esclavizados en 1693 y propiedad de Frederick Philipse, un señor local leal al monarca británico. El puente atravesaba una sección ahora rellena de Spuyten Duyvil Creek, aproximadamente paralela a la calle 230 de hoy. King's Bridge era parte de Boston Post Road, que conectaba el sur del condado de Westchester (que más tarde se convirtió en el Bronx) con Marble Hill, una vez parte de la isla de Manhattan y todavía parte del distrito de Manhattan. Se dice que el puente todavía está en su lugar, ya que fue enterrado cuando se rellenó el lecho del arroyo. El flujo de agua del arroyo se redirigió al canal de navegación nuevo y más profundo, al sur de Marble Hill.
Hasta la última parte del siglo XIX, Riverdale, Kingsbridge y otras áreas ahora en el noroeste del Bronx formaban parte de la ciudad de Yonkers. Las áreas que se encuentran dentro de la actual línea de la ciudad de Nueva York se separaron para formar la ciudad de Kingsbridge. En 1874, la ciudad de Nueva York anexó tres pueblos que luego se convirtieron en la mitad occidental del Bronx, incluido el pueblo de Kingsbridge. A medida que se construyeron los trenes a Manhattan en el siglo XX, se creó una parada en el noroeste del Bronx a lo largo del río Hudson llamada Riverdale-on-Hudson, ahora Riverdale. Esto dio lugar al barrio de Riverdale. El resto del casco antiguo de Kingsbridge se convirtió en el vecindario moderno de Kingsbridge.

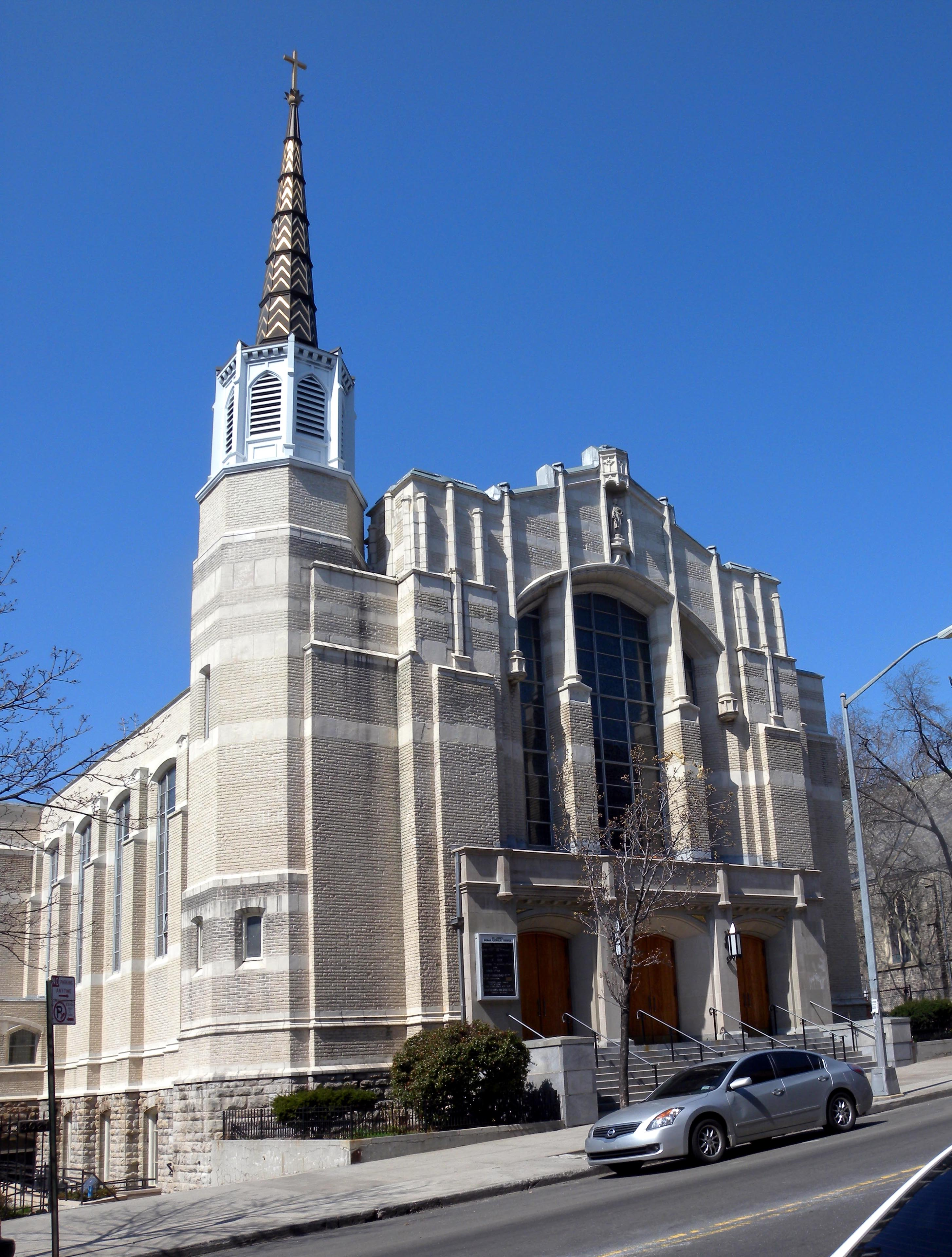
Iglesia de San Juan

Kingsbridge tiene una población de más de 10.000 habitantes. Los documentos históricos revelan que la población negra de Kingsbridge era proporcionalmente mucho mayor en el pasado remoto que en la actualidad, debido a la cantidad de africanos esclavizados por los terratenientes locales desde finales del siglo XVII hasta mediados del siglo XIX. En la historia más reciente, se convirtió en un barrio predominantemente de inmigrantes irlandeses. Desde fines de la década de 1970, la población irlandesa ha disminuido significativamente, siendo reemplazada por un gran número de afroamericanos, hispanos, asiáticos, albaneses y griegos. Según un relato de The New York Times, el grupo hispano más grande en Kingsbridge hoy en día son los dominicanos, reemplazando a los anteriores puertorriqueños y cubanos, quienes fueron los primeros hispanos en establecerse en el barrio en la década de 1970. Todavía hay una fuerte población irlandesa centrada en Bailey Avenue y Tibbett Avenue. Los dominicanos viven predominantemente a lo largo de Broadway y las calles laterales adyacentes, con un área étnica predominantemente mixta al este y al oeste de Broadway.
El legado irlandés todavía se puede ver en las iglesias y escuelas católicas que sirven a los residentes actuales, como la iglesia de San Juan en la aVenida Kingsbridge, cerca de la calle 231, y sus dos escuelas: la primaria en Godwin Terrace (justo al sur de la calle 231) y la secundaria en la Avenida Kingsbridge, solo una cuadra al norte de la calle 231. En el norte de Kingsbridge, la iglesia y escuela católica de la Visitación está ubicada en la calle 39 Oeste. Al este, en Sedgwick Avenue se encuentra la iglesia y escuela Nuestra Señora de los Ángeles. Para la recreación cuenta con el Gaelic Park, (ahora operado por Manhattan College), ubicado en la calle 240 con Broadway y es el lugar para una variedad de deportes, incluido el fútbol gaélico y el hurling. El vecindario también alberga el Manhattan College.

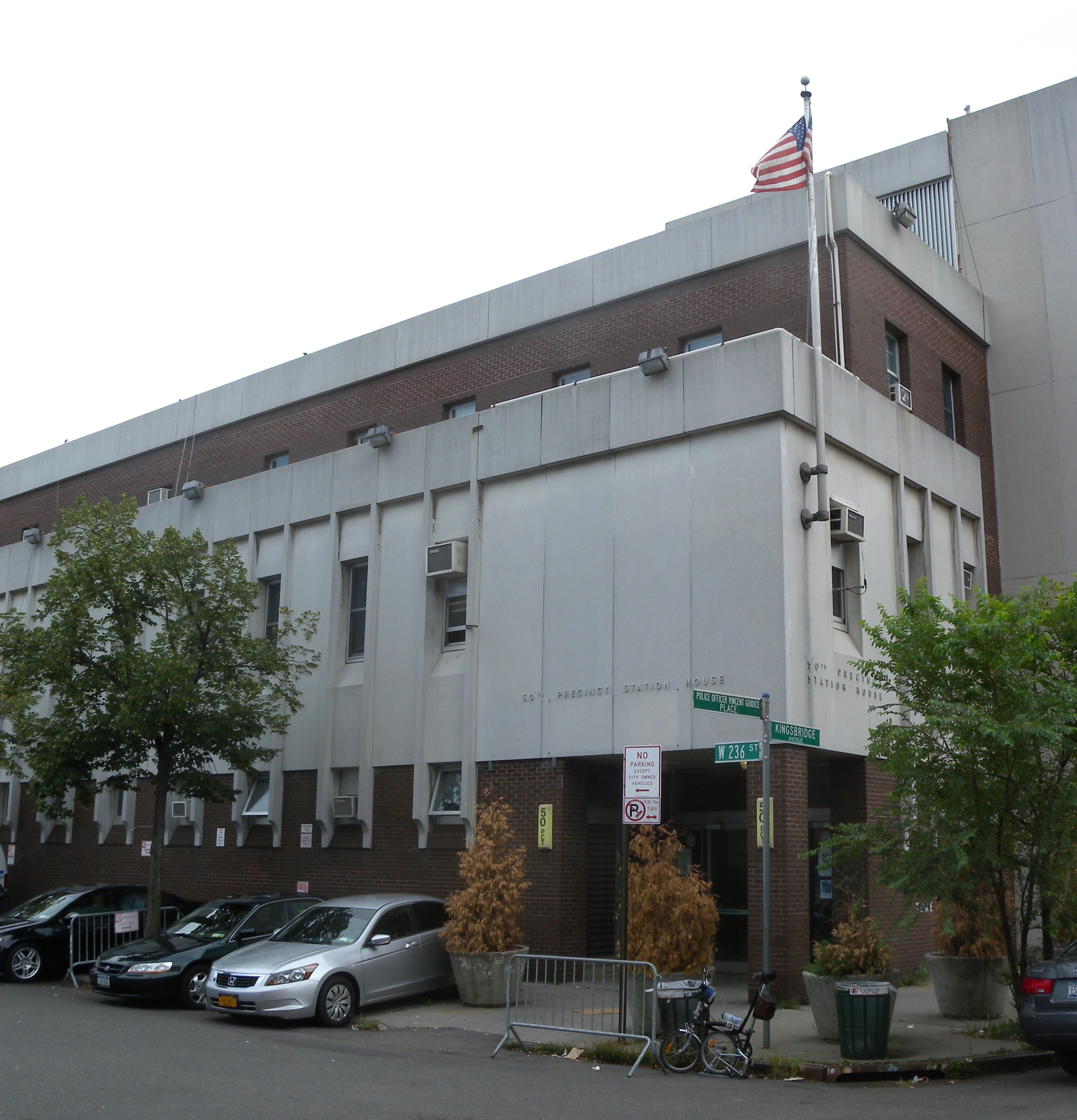
Precinto 50

El área está patrullada por el Precinto 50 ubicado en 3450 Kingsbridge Avenue. La propiedad de NYCHA en el área está patrullada por PSA 8 en 2794 Randall Avenue en la sección Throggs Neck del Bronx.
En Kingsbridge estuvo la fábrica Stella D'Oro de 77 años, que se trasladó a Ashland cuando Stella D'Oro se vendió a Lance después de los disturbios laborales en 2009.

## Demografía
Según los datos del censo de Estados Unidos de 2010, la población de Kingsbridge y Spuyten Duyvil era de 30 161 habitantes, un cambio de 289 (1 %) de los 29 872 contados en 2000. Con una superficie de 219 ha, el barrio tenía una densidad de población de 23 ha.
La composición racial de los vecindarios fue 49,3 % (14 872) blanca, 8,9 % (2691) afroamericana, 0,1 % (40) nativa americana, 5,7 % (1731) asiática, 0 % (15) isleña del Pacífico, 0,3 % (98) de otras razas, y 1,7% (510) de dos o más razas. Hispanos o latinos de cualquier raza eran el 33,8% (10.204) de la población.
La totalidad del Distrito Comunitario 8, que comprende Kingsbridge y Riverdale, tenía 102 927 habitantes según el Perfil de Salud Comunitario de 2018 de NYC Health, con una esperanza de vida promedio de 80,9 años. : 2, 20 Esto es casi lo mismo que la expectativa de vida promedio de 81.2 para todos los vecindarios de la ciudad de Nueva York. : 53 (PDF p. 84)  La mayoría de los habitantes son jóvenes y adultos de mediana edad: el 20 % tiene entre 0 y 17 años, el 28 % entre 25 y 44 y el 25 % entre 45 y 64 años. La proporción de residentes en edad universitaria y de edad avanzada fue menor, con un 9 % y un 18 %, respectivamente. : 2 
A partir de 2017, el ingreso familiar promedio en el Distrito Comunitario 8 fue de 53 986 dólares. En 2018, aproximadamente el 15 % de los residentes de Kingsbridge y Riverdale vivían en la pobreza, en comparación con el 25 % en todo el Bronx y el 20 % en toda la ciudad de Nueva York. Uno de cada once residentes (9 %) estaba desempleado, en comparación con el 13 % en el Bronx y el 9 % en la ciudad de Nueva York. La carga del alquiler, o el porcentaje de residentes que tienen dificultades para pagar el alquiler, es del 52 % en Kingsbridge y Riverdale, en comparación con las tasas del 58 % y el 51 % en todo el condado y la ciudad, respectivamente. Según este cálculo, a 2018 , Kingsbridge y Riverdale se consideran de altos ingresos en relación con el resto de la ciudad y no se están gentrificando. : 7 

## Policía y crimen
Kingsbridge y Riverdale están patrulladas por el Precinto 50 de la policía de Nueva York, ubicado en 3450 Kingsbridge Avenue. El Recinto 50 ocupó el puesto 13 entre las 69 áreas de patrullaje más seguras para el crimen per cápita en 2010. A 2018 , con una tasa de agresiones no fatales de 40 por cada 100 000 personas, la tasa de crímenes violentos per cápita de Kingsbridge y Riverdale es menor que la de la ciudad en su conjunto. La tasa de encarcelamiento de 225 por cada 100 000 habitantes es inferior a la de la ciudad en su conjunto. : 8 
El Recinto 50 tiene una tasa de delincuencia más baja que en la década de 1990, y los delitos en todas las categorías han disminuido en un 79,9 % entre 1990 y 2020. El recinto reportó 3 asesinatos, 12 violaciones, 88 robos, 158 agresiones por delitos graves, 150 robos con allanamiento de morada, 461 hurtos mayores y 152 hurtos mayores de automóviles en 2020.

## Departamento de Bomberos
Kingsbridge contiene una estación del Departamento de Bomberos de la Ciudad de Nueva York (FDNY), Engine Co. 81/Ladder Co. 46, en 3025 Bailey Avenue.

## Salud
A 2018, los partos prematuros son un poco más comunes en Kingsbridge y Riverdale que en otros lugares de la ciudad, aunque los partos de madres adolescentes son menos comunes. En Kingsbridge y Riverdale, hubo 89 partos prematuros por cada 1000 nacidos vivos (en comparación con 87 por 1000 en toda la ciudad) y 13,1 partos de madres adolescentes por cada 1000 nacidos vivos (en comparación con 19,3 por 1000 en toda la ciudad).: 11  Kingsbridge y Riverdale tienen una población relativamente promedio de residentes que no tienen seguro. En 2018, se estimó que esta población de residentes sin seguro era del 16 %, más alta que la tasa de toda la ciudad del 12 %.: 14 
La concentración de partículas finas, el tipo de contaminante del aire más mortífero, en Kingsbridge y Riverdale es superior al promedio de la ciudad. : 9 El diez por ciento de los residentes de Kingsbridge y Riverdale son fumadores, que es inferior al promedio de la ciudad del 14% de los residentes que son fumadores. : 13 En Kingsbridge y Riverdale, el 24 % de los residentes son obesos, el 12 % son diabéticos y el 28 % tienen presión arterial alta, en comparación con los promedios de toda la ciudad de 24 %, 11 % y 28 %, respectivamente. : 16 Además, el 21 % de los niños son obesos, en comparación con el promedio de la ciudad del 20 %. : 12 
Ochenta y seis por ciento de los residentes comen algunas frutas y verduras todos los días, que es menos que el promedio de la ciudad de 87%. En 2018, el 83 % de los residentes describió su salud como "buena", "muy buena" o "excelente", por encima del promedio de la ciudad del 78 %. : 13 Por cada supermercado en Kingsbridge y Riverdale, hay 10 bodegas. : 10 
Los hospitales más cercanos son James J. Peters VA Medical Center en Kingsbridge Heights, North Central Bronx Hospital y Montefiore Medical Center en Norwood.

## Oficina de correos y código postal
Kingsbridge se encuentra dentro del código postal 10463. El Servicio Postal de los Estados Unidos opera la oficina de correos de Kingsbridge Station en 5517 Broadway.

## Educación
Kingsbridge y Riverdale generalmente tienen una tasa similar de residentes con educación universitaria que el resto de la ciudad a 2018. Mientras que el 45 % de los residentes mayores de 25 años tiene una educación universitaria o superior, el 18 % tiene menos de una educación secundaria y el 37 % se graduó de la escuela secundaria o tiene alguna educación universitaria.Por el contrario, el 26 % de los residentes del Bronx y el 43 % de los residentes de la ciudad tienen educación universitaria o superior. : 6 El porcentaje de estudiantes de Kingsbridge y Riverdale que sobresalen en matemáticas aumentó del 21 % en 2000 al 48 % en 2011, y el rendimiento en lectura aumentó del 28 al 33 % durante el mismo período.
La tasa de ausentismo de los estudiantes de primaria en Kingsbridge y Riverdale es casi la misma que en el resto de la ciudad de Nueva York. En Kingsbridge y Riverdale, el 20% de los estudiantes de primaria faltaron veinte o más días por año escolar, más que el promedio de la ciudad del 20%. : 24 (PDF p. 55)  : 6 Además, el 78 % de los estudiantes de secundaria en Kingsbridge y Riverdale se gradúan a tiempo, más que el promedio de la ciudad del 75 %. : 6 

### Escuelas

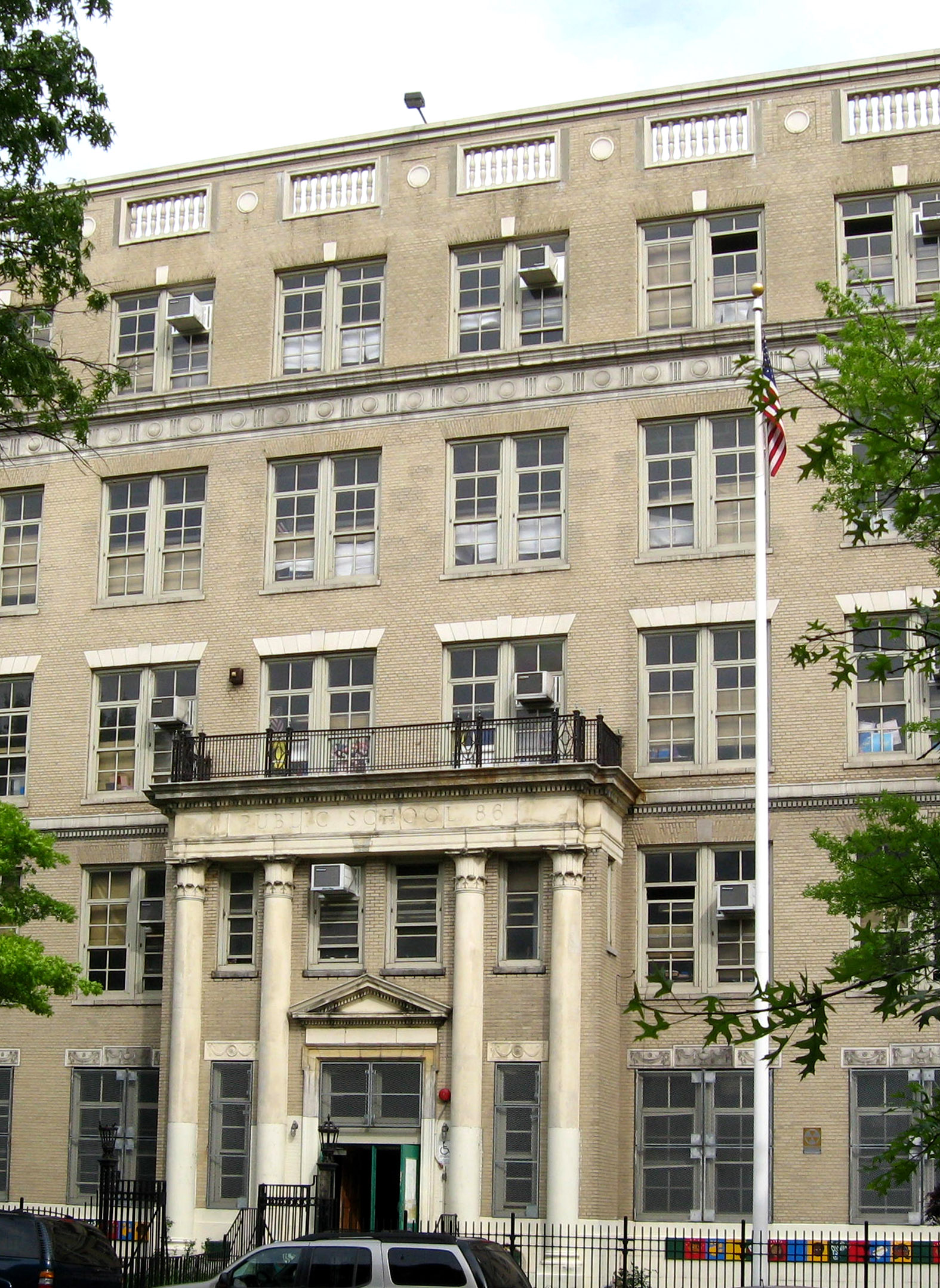
PD 86

Las escuelas públicas son operadas por el Departamento de Educación de la Ciudad de Nueva York. Kingsbridge está ubicado cerca de las siguientes escuelas primarias públicas, que atienden a los grados PK-5 a menos que se indique lo contrario:
- PS7 Kingsbridge[24]
- Escuela de inteligencia múltiple PS 37 (grados K-8)[25]
- PS 86 Kingsbridge Heights (grados PK-6)[26]
- PS 207 (grados PK-2)[27]
- PS 307 Eames Place (grados K-5)[28]
- PS 310 Colina de mármol[29]
- EP 360[30]

La siguiente escuela secundaria / secundaria está ubicada en Kingsbridge:
- In Tech Academy - MS/HS 368 (grados 6-12)

### Bibliotecas
La Biblioteca Pública de Nueva York (NYPL) opera dos sucursales cerca de Kingsbridge. La sucursal de Van Cortlandt está ubicada en 3882 Cannon Place. El edificio de dos pisos y 539 m²   abrió en 2019, reemplazando una sucursal más pequeña de un piso a unas cuadras de distancia, que abrió en 1969 y constaba de una sola habitación. La sucursal de Kingsbridge está ubicada en 3874 Sedgwick Avenue. El edificio actual de dos pisos es la cuarta estructura de la sucursal desde el establecimiento de la Biblioteca gratuita de Kingsbridge en 1894. McKim, Mead & White diseñó una biblioteca Carnegie para Kingsbridge cuando la NYPL se hizo cargo de la sucursal de Kingsbridge en 1905; se construyó una tercera estructura de biblioteca en 280 West 231st Street en 1959, frente al sitio actual.

## Transporte
Las siguientes rutas de autobús de MTA Regional Bus Operations operan en Kingsbridge:
- Bx1: hasta la estación Tercera Avenida–Calle 138 (a través de Grand Concourse)
- Bx3: hasta la Terminal de Autobuses del Puente George Washington (a través de University Avenue)
- Bx7: hasta la estación College of Mount Saint Vincent o Calle 168 (a través de Broadway)
- Bx9: hasta la estación Riverdale o West Farms Square–Avenida East Tremont (a través de Kingsbridge Road)
- Bx10: hasta la estación College of Mount Saint Vincent o Norwood–205th Street (a través de Riverdale Avenue)
- Bx20: hasta la estación Riverdale o Inwood–Calle 207 (a través de Henry Hudson Parkway)
- BxM1: expreso a Riverdale o Midtown Manhattan (vía East Side)
- BxM2: expreso a Penn Station (vía West Side)
- BxM18: expreso al Bajo Manhattan

Las siguientes estaciones de metro de la ciudad de Nueva York operan en Kingsbridge:
- Estación de la calle 231 (1 tren)
- Estación de la calle 238 (1 tren)

## En la cultura popular

### Cine
- Las escenas de El irlandés (2019) de Martin Scorsese se filmaron en la American Legion en Kingsbridge.[33]
- Brad Pitt y Harrison Ford fueron filmados bebiendo y jugando al billar en Piper's Kilt en la calle 231 Oeste en The Devil's Own (1997).[34]
- Se filmó una escena de The Seven Ups (1973) cerca de DeWitt Clinton High School y The Bronx High School of Science.

### Televisión
- En la temporada 1, episodio 5 de Sneaky Pete, se muestra a Marius/Pete y Audrey comiendo en un restaurante en Bridgeport, CT, que en realidad es Tibbets Diner en la avenida Tibbets. Se muestra a Otto en un automóvil afuera con las casas en la avenida Corlear al fondo.